# Франциск фон Нойман (стадіон)
Стадіон Франциска фон Неймана — футбольний стадіон у місті Арад, Румунія. Він побудований на місці колишнього стадіону імені Франциска фон Неймана. Стадіон був відкритий 28 серпня 2020 року і наразі є домашнім майданчиком для «УТА» (Арад) з Ліги I.
Стадіон має спільні елементи дизайну з ареною «Кіркліс» у Гаддерсфілді, які видно на трибунах. Названий на честь місцевого єврейського угорського аристократа Франциска фон Ноймана, барона, який володів кількома підприємствами в Араді та особисто спонсорував будівництво старого стадіону та заснування команди.
Першим матчем на стадіоні стала гра Ліги I між «УТА» (Арад) і «Волунтарі», яка завершилася нульовою нічиєю. Через пандемію COVID-19 гра відбулася без глядачів.
Першим матчем із глядачами став фінал Кубка Румунії серед жінок 2021 між «Олімпією» (Клуж) і «Геню Прунду» (Баргеулуй), який завершився перемогою команди з Клужа з рахунком 1–0 у додатковий час.
Першою міжнародною грою, зіграною на арені, стала товариська нульова нічия між «УТА» (Арад) і «Колубарою» (Лазаревац).